# 7258 Pettarin
7258 Pettarin este un asteroid din centura principală de asteroizi.

## Descriere
7258 Pettarin este un asteroid din centura principală de asteroizi. A fost descoperit pe 5 martie 1994 la observatorul astronomic Santa Lucia din Stroncone. Asteroidul prezintă o orbită caracterizată de o semiaxă mare de 2,60 ua, o excentricitate de 0,10 și o înclinație de 12,1° în raport cu ecliptica.